# 熱海秘宝館

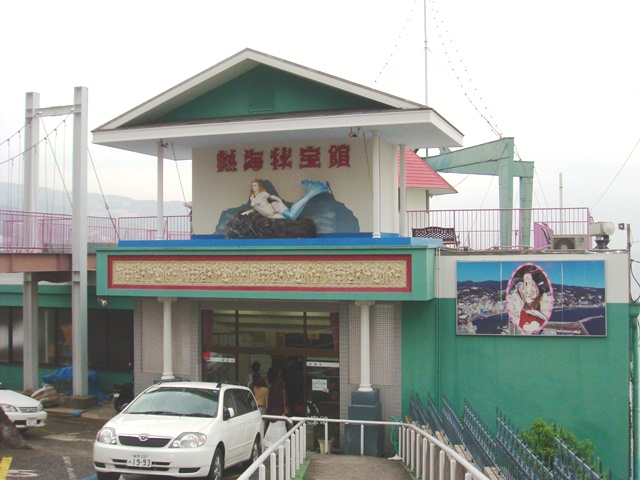
熱海秘宝館入り口

熱海秘宝館（あたみひほうかん）は、静岡県熱海市和田浜南町にある秘宝館。株式会社アタミ・ロープウェイが運営している。アタミロープウェイの山頂駅と同じ建物内に、展望施設あいじょう岬と共に併設されている。

## 概要
1980年に開館。錦ヶ浦の「観魚洞隧道」の真上、八幡山の山頂、アタミロープウェイの山頂駅がある3階建の建物内の全フロアに渡って、秘宝館が構築されている。3階の入口から入って、1階の出口（ロープウェイ山頂駅）に出る仕様になっているため、ロープウェイで行った場合、まず一旦別ルートから3階入口に上がる必要がある。
営業時間はアタミロープウェイと同じ9:30〜17:30で、定休日は基本的に無いが、アタミロープウェイが索道の法定点検のため運休する場合は臨時休館とする場合がある。入館料は単独では1700円だが、アタミロープウェイの往復券とセットだと1900円。（割引券もしくは公式サイトの割引券画面を提示すれば200円割引。）
熱海城とは上り坂徒歩3分程度の近距離であり、どちらからも徒歩でアクセスが可能。

## 大規模リニューアル
1980年の開館から40年以上が経過して初の大改修が行われ、昭和と令和の展示が共存するかたちで2024年5月14日に新装開業した。